# Elachyptera
Genre
Classification APG IV (2016)
Elachyptera est un genre de plantes de la famille des Celastraceae dont l'espèce type est Hippocratea floribunda Benth..

## Liste d'espèces
Selon Catalogue of Life (27 juillet 2017) :
- Elachyptera bipindensis (Loes.) R. Wilczek
- Elachyptera coriacea Lombardi
- Elachyptera festiva (Miers) A. C. Sm.
- Elachyptera floribunda (Benth.) A. C. Sm.
- Elachyptera holtzii (Loes. ex Harms) R. Wilczek
- Elachyptera micrantha (Cambess.) A. C. Sm.
- Elachyptera minimiflora (H. Perrier) N. Hallé
- Elachyptera parvifolia (Oliver) N. Hallé

Selon NCBI (27 juillet 2017) :
- Elachyptera floribunda
- Elachyptera holtzii
- Elachyptera minimiflora

Selon The Plant List (27 juillet 2017) :
- Elachyptera bipindensis (Loes.) R.Wilczek
- Elachyptera coriacea Lombardi
- Elachyptera festiva (Miers) A.C.Sm.
- Elachyptera floribunda (Benth.) A.C.Sm.
- Elachyptera holtzii (Loes. ex Harms) R.Wilczek
- Elachyptera micrantha (Cambess.) A.C.Sm.
- Elachyptera minimiflora (H.Perrier) N.Hallé
- Elachyptera parvifolia (Oliv.) N.Hallé

Selon Tropicos (27 juillet 2017) (Attention liste brute contenant possiblement des synonymes) :
- Elachyptera bipindensis R. Wilczek
- Elachyptera coriacea Lombardi
- Elachyptera festiva (Miers) A.C. Sm.
- Elachyptera floribunda (Benth.) A.C. Sm.
- Elachyptera holtzii (Loes. ex Harms) R. Wilczek
- Elachyptera micrantha (Cambess.) A.C. Sm.
- Elachyptera minimiflora (H. Perrier) N. Hallé
- Elachyptera parvifolia (Oliv.) N. Hallé